# Susan Egan
Susan Farrell Egan (Seal Beach, 18 febbraio 1970) è un'attrice e cantante statunitense.

## Teatro
- Nel 1994 ha ricevuto una nomination per un Broadway's Tony Award come migliore attrice in un musical per il ruolo di Belle nel musical della Disney La bella e la Bestia.[1]
- Nel 1998 ha ricoperto il ruolo di Sally Bowles nel revival di Broadway del musical Cabaret con la regia di Sam Mendes.

## Vita privata
È sposata dal 2005 con Robert Hartmann da cui ha avuto due figlie: Nina (2007) e Ilsa (2009).

## Filmografia

### Attrice
- Almost Perfect – serie TV, episodi 1x12, 1x17 (1995-1996)
- Cinque in famiglia (Party of Five) – serie TV, episodio 2x20 (1996)
- The Drew Carey Show – serie TV, episodi 3x24, 6x11 (1998-2000)
- Galaxy Quest, regia di Dean Parisot (1999)
- NYPD - New York Police Department (NYPD Blue) – serie TV, episodio 9x15 (2002)
- Diamoci una mossa! (Gonna Kick It Up!), regia di Ramón Menendez – film TV (2002)
- Arli$$ – serie TV, episodio 7x02 (2002)
- Fantasmi (Haunted) – serie TV, episodio 1x01 (2002)
- 30 anni in 1 secondo (13 Going 30), regia di Gary Winick (2004)
- Dr. House - Medical Division (House) – serie TV, episodio 5x17 (2009)
- Modern Family – serie TV, episodio 7x01 (2015)

### Doppiatrice
- Meg in Hercules, Disney's Hercules: The Animated Series
- Madame Gina in Porco Rosso
- Angel in Lilli e il vabagondo II
- Lin in La città incantata
- Rose Quartz in Steven Universe

## Doppiatrici italiane
- Alessandra Chiari in Modern Family, Steven Universe (1ª voce)
- Veronica Pivetti in Hercules (dialoghi)
- Barbara Cola in Hercules (parte cantata)
- Miriam Calzolari in Lilli e il vagabondo II - Il cucciolo ribelle
- Carla Dintino in House of Mouse - Il Topoclub
- Maura Cenciarelli in Steven Universe (2ª voce)
- Roberta Pellini in Porco Rosso
- Marzia Dal Fabbro (edizione Mikado 2003) e Benedetta Degli Innocenti (edizione Lucky Red 2014) in La città incantata
- ? in I Simpson (La paura fa novanta XXXII)[2]